# 南寒河江站
南寒河江站（日语：／ Minami-Sagae eki */?）是位於山形縣寒河江市大字島字島東，東日本旅客鐵道（JR東日本）的左澤線車站。

## 歷史
- 1951年（昭和26年）12月25日：車站啟用[1]。
- 1987年（昭和62年）4月1日：伴隨國鐵分割民營化，車站由東日本旅客鐵道（JR東日本）營運[2]。
- 2001年（平成13年）7月：由於寒河江站進行遷移車站工程，因此包括此站在內，羽前長崎至左澤站之間暫停服務，開設代行巴士。
- 2002年（平成14年）2月16日：羽前長崎站至左澤站之間重開[3]。

## 車站構造
車站是一座地面車站，設有1面1線的單式月台。此站是由寒河江站管理的無人車站。

## 使用狀況
在2004年度，1日平均乘車人次為109人。
| 乘車人次變化 | 乘車人次變化 |
| 年度         | 1日平均人次  |
| ------------ | ------------ |
| 2000         | 101          |
| 2001         | 101          |
| 2002         | 109          |
| 2003         | 107          |
| 2004         | 109          |

## 車站周邊
- 寒河江島郵局
- 寒河江市立南部小學（日语：寒河江市立南部小学校）
- 新寒河江溫泉（寒河江市民浴場）
- 國土交通省山形河川國道事務所 寒河江出張所
- 最上川

## 相鄰車站
東日本旅客鐵道（JR東日本）
■左澤線
羽前長崎－南寒河江－寒河江

## 注腳
1. 1 2  「日本国有鉄道公示第349号」『官報』1951年12月21日（國立國會圖書館數碼化收藏）
2. ↑  『交通年鑑 昭和63年版』 交通協力會，1988年3月。
3. ↑  . RAIL FAN (鐵道友之會). 2002-05-01, 49 (5): 24 （日语）.
4. ↑  『山形県の鉄道輸送』平成26年度版 - 山形県 （页面存档备份，存于）（日語）

## 外部連結
- 車站資訊（南寒河江）：東日本旅客鐵道（日語）